# Хајнрих Алдегревер
Хајнрих Алдегревер (право име Heinrich Trippenmecker; Падерборн, 1502 — Сест, после 1555) је био немачки бакрописац, сликар, цртач и златар који се убраја у такозване Мале мајсторе немачке ренесансе.
Примери његових сликарских дела су доста малобројни и обухватају углавном крила олтара и горњи део олтара цркве у Сесту, слика грофа Филипа III у Валдену која је наслала око 1537. године.
Далеко су значајнији његови бакрописи. Усавршио је орнаментику италијанске ренесансе на бакрописима малог формата. Узоре је налазио у делима Дирера (од 1427. његов потпис се заснива на Диреровом монограму) и његових ученика међу којима се посебно издвајају дела браће Бехам а касније и у делима Л. Ван Лајдена и М. Рајмондија.
Његово графичко дело обухвата отприлике 300 библијских, митолoшких, народних и алегоријских листова, портрета и велики број бакрописа са маштовитим орнаментима.